# Optička astronomija
Optička astronomija je dio astronomije, koja promatra nebeska tijela u području vidljive svjetlosti. Skupljanje svjetlosti s neba za astronoma je još uvijek glavni izvor informacija o svemiru. Osim Sunca, većina je nebeskih tijela vrlo udaljena i stoga razmerno slaba sjaja. Teleskop mora skupljati što više svjetlosti - što je više ima, njegova je informacija bogatija. Postoje dvije vrste teleskopa: reflektori svjetlost skupljaju zrcalom, dok refraktori u tu svrhu koriste leće. Većina suvremenih profesionalnih teleskopa su reflektori sa zrcalima višemetarskih promjera, postavljeni na vrhove planina, iznad poremećaja uzrokovanih vrtloženjem zraka u donjim slojevima atmosfere.
Što je zrcalo teleskopa veće, skupi više svjetlosti pa se vidi više pojedinosti nebeskog objekta. Zrcala promjera većeg od 8 metara imaju svoja ograničenja. Prvo je atmosfera: i slika vrlo velikog zrcala neoštra je zbog stalno pokretnog zraka. Drugo ograničenje je sama veličina: što je zrcalo veće, teže ga je prevoziti i rukovati njime. Posljednji naraštaj zemaljskih teleskopa na različite domišljate načine zaobilazi ova ograničenja. Jedan od načina rješenja tog problema je aktivna optika, a ona se sastoji od izrade reflektora iz više dijelova, a na spojevima su mali aktuatori (elektromotori) koji se automatski podešavaju, ovisno o utjecaju temperature, vjetra i same težine konstrukcije. To je sporiji optički sustav, za razliku od adaptivne optike, koji je brzi odzivni sustav, gdje se odziv mjeri u nekoliko sekundi.
Dvojni teleskopi Keck (Keck I i Keck II) nalaze se na 4200 m visokom vrhu Mauna Kee na Havajima, visoko iznad oblaka i vodene pare nižih slojeva atmosfere. Zrcala teleskopa imaju promjer od 10 m. Jedno zrcalo te veličine savinulo bi se pod vlastitom težinom, pa je umjesto toga svako zrcalo načinjeno od 36 šestostranih dijelova. Svaki dio teži 400 kg, ima promjer od 1,8 m i debeo je 7,7 cm. Prvo segmentirano zrcalo na svijetu nalazi se na teleskopu Keck 1, završenom 1992. Oba Keckova teleskopa rabe aktivne optičke sustave za ispravljanje izobličenja uzrokovanih težinom zrcala ili vjetrom. Položaj zrcala nadzire računalo, podešavajući svaki dio dva puta u sekundi s točnošću koja je tisuću puta veća od debljine ljudske vlasi. Posljedica toga je da se 36 segmenata ponaša kao jedna neprekinuta staklena površina.
Najveći teleskop na svijetu je europski Vrlo veliki teleskop ili VLT (engl. Very Large Telescope) u Čileu. Čine ga četiri 8,2 m teleskopa - svaki milijardu puta snažniji od ljudskog oka. Povezani računalom, teleskopi skupe toliko svjetlosti koliko i jedno 16,4 m zrcalo. Kad se povežu s tri druga 1,8 m teleskopa Južnog europskog opservatorija, njima se može vidjeti mnogo pojedinosti na nebu - recimo i astronaut koji hoda Mjesečevom površinom.
Kako se atmosfera stalno giba, naš je pogled na zvijezde stalno zamagljen. Kod adaptivne optike jaki laser stvara pokraj zvijezde koju se promatra umjetnu zvijezdu visoko u atmosferi. Računalo izračunava kako se svjetlost zvijezde izobličuje prolaskom kroz atmosferu. Potom stalno pokretno savitljivo zrcalo oblikuje tako da se svjetlost skupi u točku, čime se izoštrava slika svega što teleskop vidi. Tim se sustavom smanjuje utjecaj Zemljine atmosfere na oštrinu slike teleskopa.